# Neue Deutsche Härte
För den oberoende staten i Kroatien kallad NDH, se oberoende staten Kroatien.
Neue Deutsche Härte (NDH), (tyska, Ny tysk hårdhet) är en musikstil som från mitten av 1990-talet vuxit fram i Tyskland med inspiration från bland annat industrial, heavy metal/hårdrock och elektronisk musik. Krautrock har till viss del även gett influenser. Det internationellt mest framgångsrika bandet är Rammstein.

## Band
- ASP
- Bael Blackwood
- Bettelprinz
- b.o.s.c.h.
- Butzemann
- Crematory
- Dark Diamonds
- Dein Feuer
- Dementi
- Der Bote
- Die Allergie
- Die Apokalyptischen Reiter
- Die Vorboten
- die!
- Dossche
- Eisbrecher
- Eisenherz
- Eisheilig
- Erzwerk
- Etwas Dein
- Exfeind
- Extramensch
- Feuerhammer
- Fleischmann
- Frau Falter
- Haertefall
- Hämatom
- Hammerschmitt
- Hanzel und Gretyl
- Heldmaschine
- Herren
- Hertzton
- Herzbruch
- Herzer
- Herzparasit
- In Extremo
- In Viro
- Joachim Witt
- Kind Tot
- Knorkator
- Krankheit
- L'Âme Immortelle
- Leichenwetter
- Letzte Instanz
- Maerzfeld
- Megaherz
- Menschenwahn
- Mind Driller
- Niederschlag
- nulldB
- Omega Lithium
- Oomph!
- Ost+Front
- Peragon
- Projekt Mensch
- Pronther
- Rammstein
- Rinderwahnsinn
- Ruoska
- Samsas Traum
- Schacht
- Scherbentanz
- Schlafes Bruder
- Schlagwerk
- Schock
- Schockraum
- Schwarzer Engel
- Schweisser
- Seelenzorn
- Silberschauer
- Stahlhammer
- Stahlmann
- Stark Treiben
- Stimmkraft
- Stoneman
- Subway to Sally
- Tanzwut
- Terminal Choice
- Treibhaus
- Üebermutter
- Umbra et Imago
- Unheilig
- Untoten
- Von Den Ketten
- Weissglut
- Weto